# Берарди, Джузеппе
Джузеппе Берарди (итал. Giuseppe Berardi; 28 сентября 1810, Чеккано, Папская область — 6 апреля 1878, там же) — итальянский куриальный кардинал, доктор обоих прав. Субститут Государственного секретариата Святого Престола и секретарь шифра с 10 апреля 1851 по 13 марта 1868. Секретарь Священной Конгрегации по чрезвычайным церковным делам с 18 января 1859 по 15 октября 1860. Титулярный архиепископ Никеи с 7 апреля 1862 по 13 марта 1868. Исполняющий обязанности министра торговли и общественных работ с апреля 1868 по 1870. Кардинал-священник с 13 марта 1868, с титулом церкви Санти-Марчеллино-э-Пьетро с 16 марта 1868.